# Диня
Динята (в зависимост от района в България наричана още карпуз, лубеница, любеница) (Citrullus) е род растение от семейство Тиквови (Cucurbitaceae).

## Класификация
Род Диня включва следните видове:
- Citrullus amarus Schrad.
- Citrullus colocynthis (L.) Schrad.
- Citrullus ecirrhosus Cogn.
- Citrullus lanatus (Thunb.) Matsum. & Nakai – обикновена диня
- Citrullus mucosospermus (Fursa) Fursa
- Citrullus naudinianus (Sond.) Hook.f.
- Citrullus rehmii De Winter

## Използване за храна
Прясната диня може да бъде консумирана, а често се използва и за ароматизиране на напитки. Кората на динята също може да се яде и понякога се използва подобно на зеленчук. В Китай тя се пържи, вари или най-често се маринова. При пържене кората се обелва и се готви със зехтин, чесън, люти чушки, лук, захар и ром. Маринованата кора от диня е разпространена и в Русия.
Семената на динята са богати на мазнини и белтъчини и се ядат самостоятелно, добавят се в други ястия или се използват за производство на растително масло. Отглеждат се специализирани сортове, които имат много малко водниста маса и концентрират енергията си в семената. В Китай семките от диня се продават печени и с подправки, подобно на слънчогледовите. В Западна Африка се изстискват за масло или се използват за приготвянето на супа и други ястия.
Водата съставлява около 92% от масата на динята, най-високият процент сред плодовете. На много места по света динята може да се допълва с добавянето във вътрешността ѝ на някаква алкохолна напитка. Това става, като се пробие отвор в кората, добави се напитката и се изчака тя да се смеси с тъканта на плода. След това динята се нарязва и сервира по обичайния начин.

## Други
- В село Петревене ежегодно през месец август се провежда „Ден на дините“. Също така на 3 август в село Салманово, област Шумен и село Никюп, област Велико Търново се провежда традиционен фестивал на динята.

- Поради високото съдържание на вода (около 95 %) тя има и силно прочистващо действие за организма, спомага за по-добър метаболизъм, а също се използва и като диуретик. При бъбречно болни хора се препоръчва обилното ядене на диня, за да се прочистят бъбреците от натрупаните песъчинки и камъни. Спомага за изчистване на уреята и пикочната киселина. Динята е богата и на витамин С и В. Тя съдържа и ликопен, който макар и в малки количества допринася за предпазването от инфаркт.

| №   | Страна     | производство в тонове |
| --- | ---------- | --------------------- |
| 1.  | Китай      | 70 000 000            |
| 2.  | Турция     | 4 044 184             |
| 3.  | Иран       | 3 800 000             |
| 4.  | Бразилия   | 2 079 547             |
| 5.  | Египет     | 1 874 710             |
| 6.  | САЩ        | 1 770 630             |
| 7.  | Алжир      | 1 495 081             |
| 8.  | Русия      | 1 453 315             |
| 9.  | Узбекистан | 1 350 000             |
| 10. | Казахстан  | 1 154 900             |